# 珊瑚礁

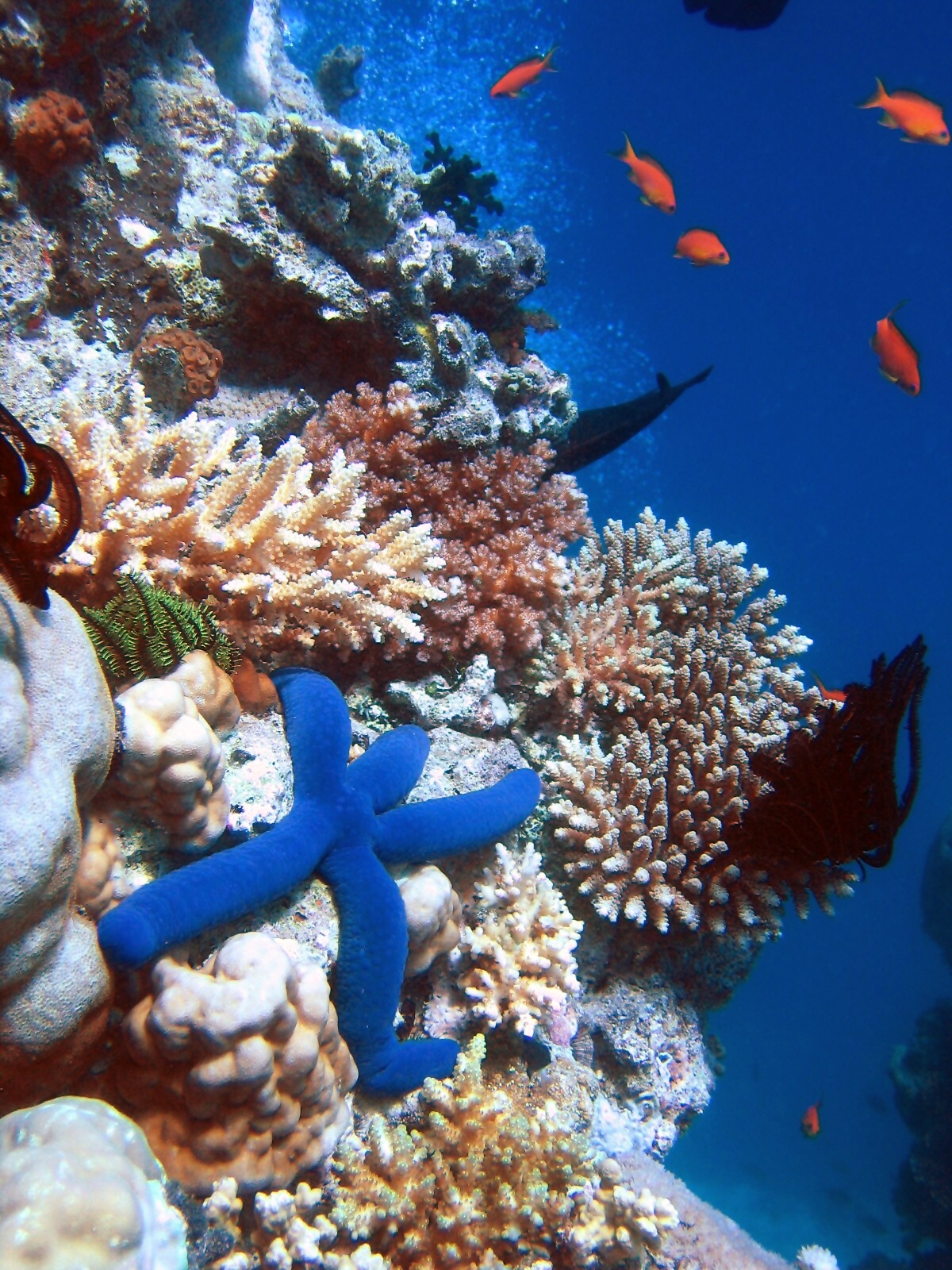
珊瑚礁的生物多样性

珊瑚礁是石灰岩結構的礁石，由造礁珊瑚、石灰藻以及其他鈣化生物在動植物之間既競爭又合作過程中，藉由鈣化作用與沉積作用所建造而成。其中由藻類生成的礁又稱為藻礁。它是在某些環礁由藻類植物構成的礁會多於動物珊瑚所造的礁，特別是對造礁最有貢獻的藻類植物石灰紅藻與綠藻。
这个结构可以大到影响其周围环境的物理和生态条件。在深海和浅海中均有珊瑚礁存在，珊瑚礁形成的地質結構，甚至還構成了陸地上的島嶼。它们是成千上万個珊瑚虫的骨骼在数百年至数萬年的生长过程中形成的。很多海洋生物與珊瑚共生共榮，是地球生態的重要一員，造礁作用還为许多动植物提供了生活环境，其中包括蠕虫、软体动物、海绵、棘皮动物和甲壳动物等，估计占海洋物种数的25%，因此還有時被稱作「海洋的熱帶雨林」。此外珊瑚礁还被發現是許多大洋带的鱼类的幼鱼與其獵物的生长地，可以說沒有健康的珊瑚礁，不但影響近海大量物種，遠洋漁業的海中生態也將不復存在。

## 生物学

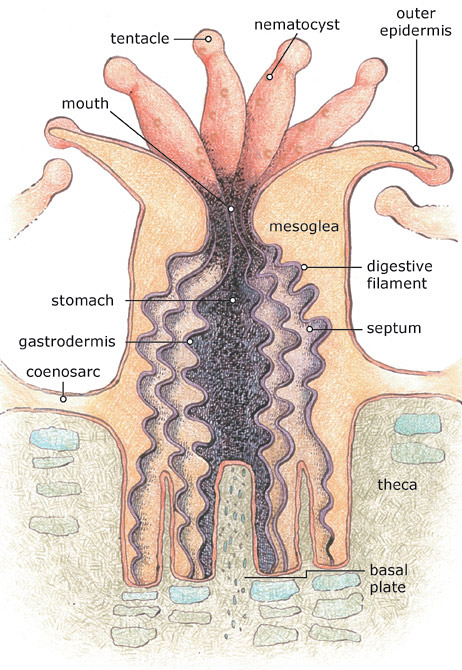
珊瑚虫

珊瑚礁是由石珊瑚目的珊瑚虫的骨骼组成的。这些骨骼的主要成分是碳酸钙（CaCO3）。珊瑚的端部不断成长在死去的珊瑚虫的骨骼上。海浪、游动的鱼和其它外力会折断这些珊瑚，使它们落入珊瑚礁的隙缝中。许多其他生活在珊瑚礁的生物的骨骼也是由碳酸钙组成的，它们也为珊瑚礁的形成做出贡献，但是珊瑚虫是最重要的。尤其海浪比较强的地方，珊瑚虫所构成的结构是最主要的。它们一层一层地加厚珊瑚礁，为珊瑚礁提供了其结构强度。其它珊瑚在珊瑚礁的表面形成树枝似的结构，加大了珊瑚礁的面积。甲壳动物进一步加强了珊瑚礁的强度，防止它被海浪摧毁。这些甲壳往往在珊瑚礁的边缘形成一个保护层。这个结构尤其在太平洋非常显著。
大多数石珊瑚必须在大洋的透光层（水深不到50米）中生长，这里珊瑚内部共生的单细胞的虫黄藻能够进行光合作用。这些虫黄藻通过光合作用来为珊瑚虫提供营养。因此珊瑚礁在清晰的水中的生长速度最高。事实上，没有共生的虫黄藻珊瑚礁的生长速度非常慢，不可能达到其客观的结构。（关于深海珊瑚礁见下。）
一般珊瑚礁长到水面就不继续生长了。原因是大多数珊瑚虫不能在水面上生长，少数可以在水面上生长的珊瑚虫也不能长时间脱离水。珊瑚礁最主要的生长区位于其边缘，这里的珊瑚礁一般缓慢下降，然后在礁石的边缘突然陡降。珊瑚虫的生长也帮助产生水流来运入无机营养，运走新陈代谢产物。珊瑚礁的边缘同时也是受风浪冲击最强的地方。这里生长与破坏形成了一种平衡。被风浪折断的珊瑚礁落入深处，逐渐加阔珊瑚礁的地基。
珊瑚礁错综复杂的结构为许多鱼和无脊椎动物提供了多样的生活环境。

## 种类
按照其地理分布的不同珊瑚礁可以分两类：深水珊瑚礁和热带珊瑚礁。

### 深水珊瑚礁
许多石珊瑚也可以在水温20 °C以下成长和成礁。不像热带的珊瑚，它们不使用阳光作为首要能源，而是使用周围水里的营养。与热带的珊瑚礁相比这些珊瑚礁的生长非常缓慢，每年甚至只有1mm。比如在欧洲的沿海从伊比利亚半岛直到北角都有一圈这样的珊瑚礁围绕。形成这些珊瑚礁的主要物种是和，由於環境穩定，他們可以在數千年的時間中長到數公尺大。
典型的珊瑚礁位于水深200至1000米之间，至今为止被发现的最深的深水珊瑚礁达3000米。水深超过4000米以上的地方还没有发现有属于这些属的珊瑚生存。深水珊瑚礁尤其受到现代化的捕鱼技术的威胁。深水拖网可以在几分钟内破坏整个在数千年裡缓慢成长起来的珊瑚礁。

### 热带珊瑚礁

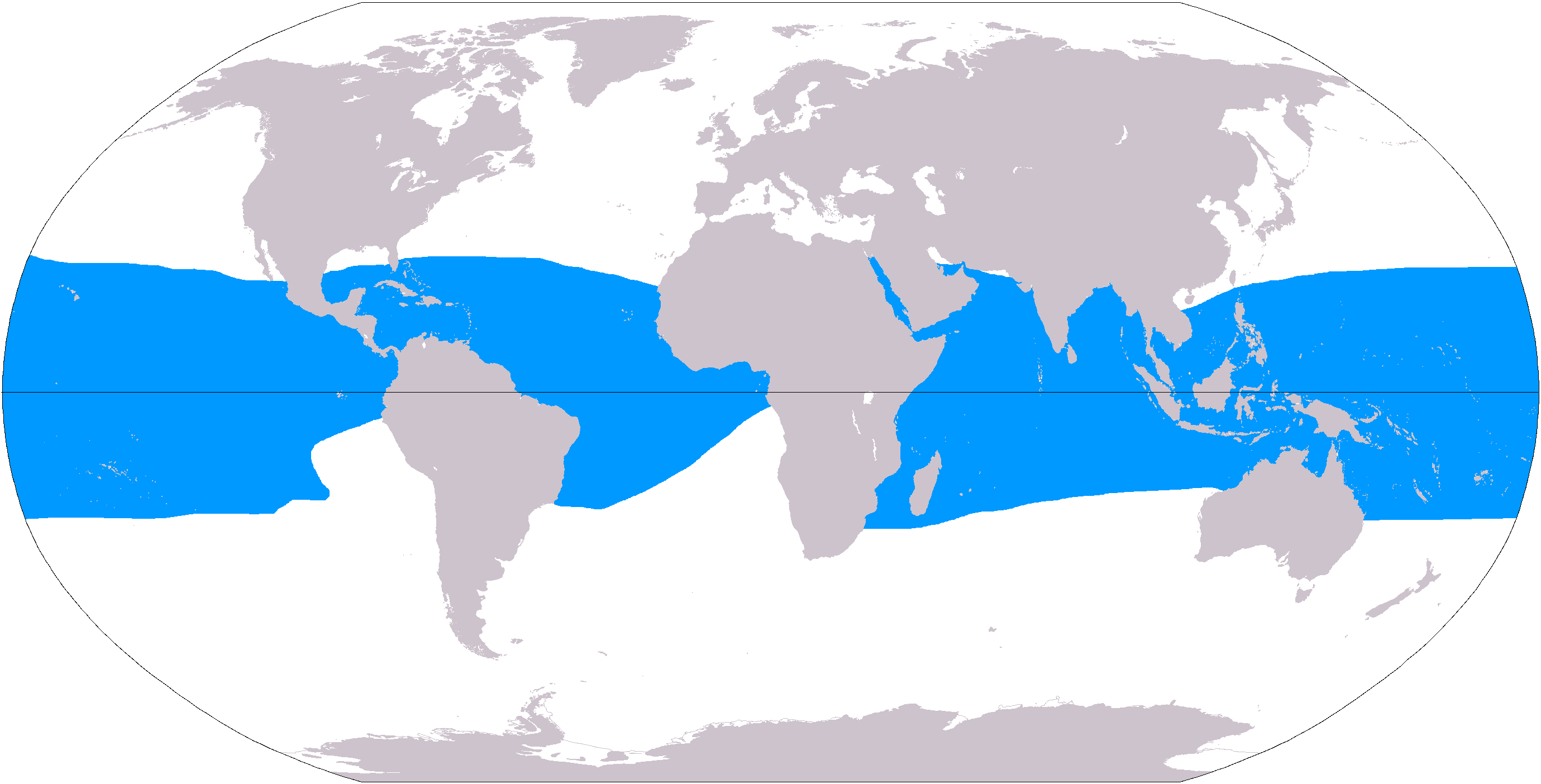
水温常年高于20°C的地区

热带珊瑚礁的珊瑚只能在水温高于20 °C的地区生存。这些石珊瑚与虫黄藻共生，因此它们需要充分的阳光，它们因此生活在水深50米以内的水中。因此热带珊瑚礁一般位于北纬30°至南纬30°之间。热带珊瑚礁的总面积约为60万平方公里，它们每年约堆积6.4亿吨的碳酸盐。
热带珊瑚礁分两类：
- 沿岸沉积形成的珊瑚礁位于大陆架的浅水中。由于淡水带来的营养物质使得这些珊瑚礁能够获得较为丰富的营养，因此这些珊瑚礁中往往以软珊瑚和藻类植物为主。
- 火山岛形成的珊瑚礁远离大陆，它们位于由火山活动形成的岛屿的周围。比如夏威夷和塔希提周围的珊瑚礁。这些珊瑚礁的营养比较少，因此以石珊瑚为主。

## 型態

珊瑚礁的形成过程

根据珊瑚岛礁在海面上下的不同位置，自下而上可把珊瑚岛礁划分为六大类型：暗滩、暗沙、暗礁、沙洲、沙岛和岩岛。
- 暗滩简称滩，是指海底突起的珊瑚礁滩地，位于海面下较深的地方。滩面有礁墩向上隆起，如南沙群岛的人骏滩，滩面平均水深27米，但滩上个别礁墩可以上升到离海面5.5米处，直接影响航行。
- 暗沙，是较浅的珊瑚礁滩，位于海平面下不太深的地方，又有礁墩发育其上，对航行极为不利。
- 暗礁简称礁，是生长到海面附近的礁体，礁顶在退潮时多数可露出海面，礁面水深一般不超过7米，直接影响航行。
- 沙洲简称洲，是已经露出海面的陆地，是由松散的珊瑚沙、贝壳碎屑等堆积在礁盘上形成的，一般高潮时不被淹没，但是在台风、大潮时往往遭到淹没。它的面积较小，外形也不稳定，植物稀少。
- 沙岛是由沙洲日益扩大和加高而形成。它和沙洲不同之处在于：沙岛形成历时较久，不易受台风吹袭而变形；沙岛地势较高；沙岛面积较大，积贮雨水较多，植物能生长。
- 岩岛，指固结成岩的珊瑚沙层和珊瑚石灰岩所成的岛屿，当海浪冲蚀后能形成海崖，使海岸变得陡峭，露出水面的高度也较大。

学术界还有一些珊瑚礁的类型分类法。根据礁体与岸线的关系，划分出岸礁、堡礁和环礁，根据形态分出台礁和点礁等类型。
- 岸礁，亦称裙礁或边缘礁，沿着大陆或岛屿岸边生长发育。大多数沿岸珊瑚礁是裙礁。裙礁的形成需要一定的条件，在大量淡水入海的地方（比如亚马遜河的入海口）裙礁无法形成。塞舌尔是一个远洋裙礁的例子。
- 堡礁又称堤礁，是离岸有一定距离的堤状礁体，它在大洋与大陆架的浅水之间形成了一个屏障。堡礁可以是因为大陆下沉由裙礁演化而成。最著名的堡礁是澳大利亚的大堡礁。
- 环礁一般是由火山岛周围的裙礁演化而成的。通过风化岛屿逐渐被消磨，最后沉到水面以下，最后只剩下一个环绕着一个暗礁的环礁。大陆下沉和海面上升也会形成环礁。马尔代夫由26个这样的环礁组成。
- 平頂礁是在平坦的海底，满足珊瑚礁生长的条件下形成。平顶礁有时有些地方可以伸出水面，在那里形成沙滩和小岛，而在这些沙滩和小岛附近又可以形成裙礁。在平顶礁的中部可能形成礁湖。环礁的内部也可能有平顶礁形成。

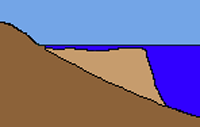
裙礁
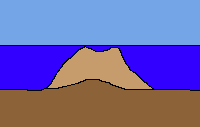
平顶礁
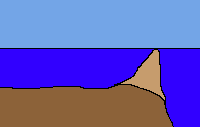
堡礁

## 分布

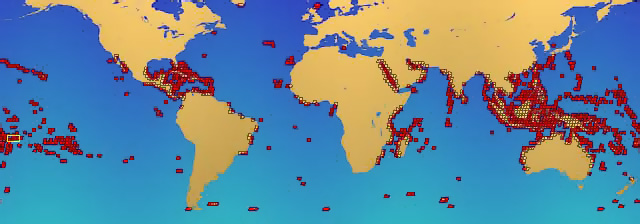
珊瑚礁的位置

熱帶與溫帶海洋的大部分範圍內均有零星的珊瑚分布，但實際上因為海岸的破壞，珊瑚的數量不足以形成礁，而密度較高的地方則可被稱為珊瑚礁，全世界的珊瑚礁总面积估计为28.43萬平方公里，其中印度洋-太平洋地区（包括红海、印度洋、东南亚和太平洋）占91.9%的面积。仅东南亚就占32.3%的面积，太平洋（包括澳大利亚）占40.8%。大西洋和加勒比海仅占全世界的7.6%。
美国西海岸和非洲西海岸基本上没有珊瑚礁，或者很少，其原因主要是上升的強冷海流降低当地的水温。从巴基斯坦到孟加拉国的南亚海岸的珊瑚礁也很少。南美洲东南海岸和孟加拉国缺少珊瑚礁的原因是因为亚马孙河和恒河在这里有大量淡水入海。而珊瑚偏好較鹹的水。
世界上著名的珊瑚礁有：
- 澳大利亚的大堡礁是世界上最大的珊瑚礁
- 印度洋與太平洋之間的珊瑚大三角
- 中美洲洪都拉斯的罗阿坦堡礁是世界上第二大的珊瑚礁
- 埃及红海海岸的珊瑚礁

### 藻礁分布
在台灣桃園海岸、印度洋與北極海的斯匹茲卑爾根島存在大多數由植物類珊瑚藻形成綿延數英里的藻礁岩岸。

## 生态学和生物多样化
尽管珊瑚礁位于营养少而清澈的热带海洋中，它们的生物多样性卻非常高。仅珊瑚虫（動物）与虫黄藻（植物）之间的营养循环就可以体现出这个高多样化的原因：通过回收，只有很少的营养会流失到整个生态环境，因而豐富度便在此不斷累積。
蓝藻为珊瑚礁提供可溶的营养物质。珊瑚虫直接从海水吸收营养，包括无机氮和磷。此外它们吃被水流带到它们附近的浮游动物。因此珊瑚礁的初级生产量非常高。珊瑚礁的生产者还包括与珊瑚虫共生的虫黄藻和不同的海带。对于比较小的藻类的作用在科学界尚有争议。
热带或者珊瑚鱼住在珊瑚礁形成的洞穴内，比如色彩鲜艳的鹦嘴鱼、琪蝶鱼、雀鲷、蝴蝶鱼。其他在珊瑚礁中生存的鱼类包括石斑魚、笛鲷、石鲈、隆头鱼等等。至今在珊瑚礁一共发现了4000多种鱼。他們能夠以海帶為食。
许多其他生物也以珊瑚礁为家，其中包括海绵、腔肠动物、蠕虫、甲壳动物、软体动物、棘皮动物、尾索动物、海龟、海蛇等。除人外哺乳动物很少在珊瑚礁活动。偶尔到珊瑚礁的海豚是最主要的到来的哺乳动物。所有这些动物有的直接吃珊瑚，其他的吃藻类、水草等。它们構成一个复杂的食物网。
一些无脊椎动物生活在珊瑚礁的岩石基础内部。有些能够钻入石灰岩，有些住在岩石内部本来就存在的缝隙中。能够在石灰岩中打洞的动物包括海面、双壳软体动物和星虫动物。居住在原有洞穴中的动物包括甲壳动物和沙蚕。
许多国家政府致力于保护它们的珊瑚礁。比如澳大利亚设立了大堡礁海洋公园来保护大堡礁，其措施包括立法和制定行政计划，包括生物多样性行动计划。但在更大的尺度上，珊瑚仍面臨全球氣候變化的威脅。

## 威胁
对于珊瑚礁来说人类是唯一的巨大威胁。尤其陆地上的污染和过渡捕捞对这些生态系统造成了严重威胁。船只拖网造成的物理破坏也是一个问题。活鱼贸易导致了使用少量氰化物和其他化学药剂来捕捉小鱼的手段。此外气候现象如厄尔尼诺现象和全球变暖造成的过高的水温也会导致珊瑚白化。按照大自然保护协会的数据目前全球珊瑚礁被破坏的速度不断加快，在50年内全球70%的珊瑚礁将会消失。
对于生活在热带的人来说这个损失可能意味着一个大灾难，然而不幸的是，因為珊瑚在海洋生態的位處在基層的重要性，大多數海洋生物的生活都會與珊瑚礁有聯繫，因此對珊瑚礁的破壞帶來的不良後果很有可能會遠大於預期。2003年海洋學者修等人，写道：“随着人口的增长，以及运输和储存系统的发展，人类对珊瑚礁的影响的发展呈指数倍增长。比如对鱼和其他自然资源的市场需求全球化，对珊瑚礁资源的需求比对热带资源的需求的增长快得多。”目前学者还在研究各种因素对珊瑚礁系统的影响。这些因素的列表很长，从海洋吸收二氧化碳开始，到大气层的变化、紫外线的影响、海洋酸化、病毒、沙暴将病菌带到远海珊瑚礁的可能性、不同的污染物等等。不但近海的珊瑚礁受到威胁，因此来自陆上的污染也是一个问题。

### 陆上发展和污染
土地使用过度或者管理不良均会威胁珊瑚礁。在过去20年中，大量在海岸出现的红树林由于造路、建筑工程、机场海港建筑、隧道建筑等被破坏。这些红树林能够吸收许多从陆地上流失的营养。从陆地上流失的营养在海水中会导致藻类和浮游生物的大量繁殖，形成赤潮。而珊瑚礁则需要营养少的海水，需要充分的阳光。大量的营养流入会破坏其生态系统内部的平衡。海岸湿地的丧失和赤潮是严重影响珊瑚礁所需要的水质的因素。
水质差的水似乎也促进珊瑚虫传染病的传播。從前認為珊瑚無病原，但日後發現了一種紅色的海水蟲蟻，以珊瑚為食。工业污染物中很常见的铜会影响珊瑚虫的生长。

### 活鱼贸易
由于北美和欧洲对珊瑚礁观赏鱼的需求，使在印度洋-太平洋地区使用氰化物捕鱼的方法大增。世界上85%的观赏鱼是在这个地区捕取的。捕鱼人使用氰化物来麻醉鱼，然后可以轻易地捕取它们。但使用这个手段捕鱼，鱼長期來看的死亡率达93%。氰化物对珊瑚礁生态系统的破坏也很大，它杀死珊瑚虫和其他无脊椎动物。同时單單光是通过捕走這些功能生物，例如对整个生态系统平衡必须的藻食性鱼，本身就对珊瑚礁造成了威胁。有时捕鱼人还敲击珊瑚礁来惊吓鱼，让它们从缝隙中逃出来，或者破坏珊瑚礁来捕取藏在缝隙中的鱼。
贫困是促使氰化物捕鱼普及的重要原因。有些地区如菲律宾使用氰化物捕捉活鱼非常普遍而且是合法的，而当地40%的人生活在贫困线以下。在这些发展中国家中捕鱼人只有依靠这样的手段才能养活自己和家人。
另一种对珊瑚礁破坏巨大的捕鱼方法是使用炸药捕鱼。捕鱼的人使用一个装有硝酸钾的瓶子。瓶子爆炸时在水下造成一个冲击波，导致鱼鳔破裂。之后鱼浮到水面上。捕鱼的人往往在第一次爆炸后再进行第二次爆炸来捕取被死鱼吸引来的食肉鱼。这个手段不但炸死许多小鱼而且还炸死许多生活在珊瑚礁里的其他生物，甚至于珊瑚本身。过去充满珊瑚的地方今天变成一片荒漠，没有一点珊瑚，就更不用说其他生活在珊瑚礁中的生物了。

### 珊瑚白化
在1998年和2004年的厄尔尼诺现象过程中海水水温超过了一般情况，许多珊瑚礁出现了白化的现象，有些死亡。此后部分离污染源远的地区的珊瑚礁获得恢复。但是也有些学者认为由于全球变暖造成的珊瑚礁的扩展会高于其死亡，許多不應該出現珊瑚的地方，例如日本列島南部，已經出現了熱帶珊瑚。有人甚至估计到2100年全球珊瑚礁的面积会比工业革命前增长35%。
关于珊瑚白化的原因以及全球变暖的影响，现在在学术界还有很大的争议。

### 全球的破坏情况
- 美洲：
- 亞洲：

  - 东南亚：
东南亚的珊瑚礁主要受到捕鱼（使用氰化物和炸药）、过量捕捞、泥沙沉积、污染和白化的威胁。通过教育、管理和设立海洋保护区的方式各个国家试图保护这些珊瑚礁。比如印度尼西亚拥有3.3万平方海里的珊瑚礁，占全世界的1/3，印度尼西亚1/4的鱼类生活在这些珊瑚礁内。这些珊瑚礁受到破坏性捕鱼、无管理的旅游业和由于气候变化导致的白化的破坏。2000年印度尼西亚414个珊瑚礁观察站提供的数据表明印尼仅6%的珊瑚礁处于完好的状态，24%处于良好状态，约70%处于恶劣至中等状态。[21]

- 歐洲：
- 非洲：
- 大洋洲：

  - 大堡礁因海水暖化出現珊瑚大面積白化現象，現在又面臨棘冠海星數量大增的威脅。
- 北美洲：
- 南美洲：
- 南極洲：

粗略估计全球约10%的珊瑚礁近乎死亡。威胁原因如上所述从捕鱼技术的环境影响直到海洋的酸化。珊瑚白化也是一个全球性的问题。

### 天敵
除了人類活動外，還有自然因素-受到天敵的威脅，例如專以珊瑚為食的棘冠海星。

## 保护和重建

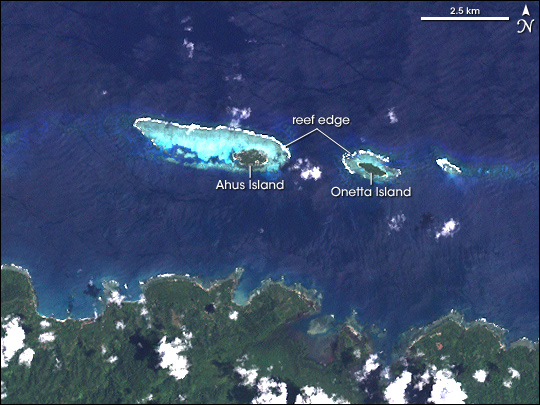
巴布亚新几内亚马努斯省的居民出于传统原因禁止一定的捕鱼方法，因此这里的珊瑚礁的总生物质能和鱼的大小均比相应其他地区的高

估计全球60%的珊瑚礁受到人类活动所造成的威胁。尤其在东南亚威胁特别严重，在这里80%的珊瑚礁处于危险状态。

### 海事保护区
一个越来越广泛被采纳的措施是设立海事保护区。在东南亚和全球其他地区均有引入海事保护区来改善渔业管理和保护生态环境的试图。这些保护区相当于陆地上的自然公园或者野生保护区。在这里不允许捕鱼。设立海事保护区即有生态目的，也有社会目的。它旨在使得珊瑚礁得到恢复、维持其美观、增加和保护其生物多样性，以及改善当地人的经济状况。不落实、相互矛盾的见解和财政来源是设立保护区最大的困难。
目前印度尼西亚有九个海事保护区，总面积41,129平方公里。一个在一个最近建立的保护区进行的研究发现要成功地管理这样的一个保护区需要国家、省份和当地居民的共同合作。

## 参看
- 海洋生物学

### 腳註
1. 1 2  施習德.  (PDF). 生物科學. 1999, 42 (1): 29-39  [2021-11-01]. （原始内容存档 (PDF)于2020-01-09） （中文（臺灣））.
2. ↑  McCook, L. . Springer-Verlag. 2014-01-25  [2021-11-03]. ISSN 1432-0975. （原始内容存档于2022-01-10） （英语）.
3. ↑  Liou, Ching-Yu. . Springer Berlin Heidelberg. 2017-09-20  [2021-11-03]. ISSN 1432-0975. （原始内容存档于2022-01-10） （英语）.
4. ↑  James A. Marsh JR. . 1969-11-21  [2021-11-03]. （原始内容存档于2021-11-11） （英语）.
5. 1 2  . 海洋委員會 海洋保育署. 2019-12-12  [2021-11-03]. （原始内容存档于2022-01-10） （中文（臺灣））.
6. ↑  Spalding MD and Grenfell AM. . Coral Reefs. 1997, 16 (4): 225. doi:10.1007/s003380050078.
7. ↑  Mulhall M (Spring 2009) Saving rainforests of the sea: An analysis of international efforts to conserve coral reefs （页面存档备份，存于） Duke Environmental Law and Policy Forum 19:321–351.
8. ↑  . 北京: 電子工業出版社. 2016: 13.
9. ↑  ，2000年，1997年
10. ↑  .   [2016-07-15]. （原始内容存档于2016-08-08）.
11. 1 2 3  ，2001年
12. 1 2  ，1997年
13. 1 2  ，2000年
14. ↑  ，2000年，2001年
15. ↑  Australian Government Productivity Commission. . 2003年  [2006-05-29]. （原始内容存档于2006-09-06）.
16. ↑  Rachel Nowak. . New Scientist. 2004-01-11  [2006年8月10日]. （原始内容存档于2006-09-10）.
17. ↑  Emma Young. . 2003年  [2006-08-26]. （原始内容存档于2008-04-15）.
18. ↑  ，1-2
19. ↑  . CIA.[]
20. ↑  Kate Ravilious. . New Scientist. 2004-12-13  [2006-08-10]. （原始内容存档于2006-06-18）.
21. ↑  2003年约翰·霍普金斯大学数据
22. ↑  和
23. ↑  ，2004年，235-276页 .
24. ↑  ，2006年，美国国家科学基金委员会，美国国家海洋和大气管理局，美国地质调查局，88页及以后
25. ↑  Cinner et al. 2005
26. ↑  .   [2006-09-25]. （原始内容存档于2006-10-11）.

### 文獻
- Barber, Charles V. and Vaughan R. Pratt. 1998. Poison and Profit: Cyanide Fishing in the Indo-Pacific. Environment, Heldref Publications.
- Butler, Steven. 1996. "Rod? Reel? Dynamite? A tough-love aid program takes aim at the devastation of the coral reefs". U.S. News and World Report, 25 November 1996.
- Castro, Peter and Michael Huber. 2000. Marine Biology. 3rd ed. Boston: McGraw-Hill.
- Christie, P. 2005a. University of Washington, Lecture. 18 May 2005.
- Christie, P. 2005b. University of Washington, Lecture. 4 May 2005.
- Cinner, J. et al.  (2005). Conservation and community benefits from traditional coral reef management at Ahus Island, Papua New Guinea.  Conservation Biology 19 (6), 1714-1723
- CIA - World Factbook -- Philippines  （页面存档备份，存于）
- Clifton, Julian. 2003. Prospects for Co-Management in Indonesia's Marine Protected Areas. Marine Policy, 27(5): 389-395.
- Courtney, Catherine and Alan White. 2000. Integrated Coastal Management in the Philippines. Coastal Management; Taylor and Francis.
- Fox, Helen. 2005. Experimental Assessment of Coral Reef Rehabilitation Following Blast Fishing. The Nature Conservancy Coastal and Marine Indonesia Program.  Blackwell Publishers Ltd, Feb 2005.
- Gjertsen, Heidi. 2004. Can Habitat Protection Lead to Improvements in Human Well-Being? Evidence from Marine Protected Areas in the Philippines.
- Hughes, et al. 2003. Climate Change, Human Impacts, and the Resilience of Coral Reefs. Science. Vol 301. 2003-08-15
- Martin, Glen. 2002. "The depths of destruction Dynamite fishing ravages Philippines' precious coral reefs". San Francisco Chronicle, 2002-05-30
- Nybakken, James. 1997. Marine Biology: An Ecological Approach. 4th ed. Menlo Park, CA: Addison Wesley.
- Sadovy, Y.J. Ecological Issues and the Trades in Live Reef Fishes, Part 1
- USEPA.
- Spalding, Mark, Corinna Ravilious, and Edmund Green. 2001. World Atlas of Coral Reefs. Berkeley, CA: University of California Press and UNEP/WCMC.